# Huragan Dorian
Huragan Dorian – cyklon tropikalny z 5. (najwyższą) kategorią w skali Saffira-Simpsona. W atlantyckim sezonie huraganów (2019) był to piąty niż, czwarty sztorm tropikalny z nazwą własną, drugi huragan oraz pierwszy duży huragan (major hurricane).
Huragan spowodował potężne zniszczenia na wyspach Wielka Bahama i Wielkie Abaco, gdzie co najmniej 70 000 osób zostało pozbawionych dachu nad głową. Był to najsilniejszy huragan w historii, jaki uderzył w Bahamy, państwo zamieszkane przez blisko 390 000 mieszkańców.

## Przebieg trasy huraganu
24 sierpnia z fali tropikalnej na środkowym Atlantyku rozwinął się tropikalny sztorm Dorian. Między 26 a 28 sierpnia sztorm dotarł na terytoria Wysp Karaibskich, które w 2017 roku zostały zdewastowane przez huragany Irma i Maria. Czołowi urzędnicy rządowi Portoryka stwierdzili, że wyspa została przygotowana na nadejście sztormu. Oficjele państwowi zapewniali, że posiadają wystarczający sprzęt na zapobieżenie skutkom żywiołu, jednak burmistrzowie, szczególnie w zachodnim regionie kraju oznajmili, że brakowało tam agregatów prądotwórczych oraz właściwie przygotowanych schronów. W San Juan zginął mężczyzna, który spadł z drabiny przygotowując się na przyjście huraganu. Niszczycielskie wiatry dotknęły głównie Wyspy Dziewicze, gdzie ich porywy osiągnęły prędkość 179 km/h. Kierując się w stronę Małych Antyli niż stopniowo nabrał na sile, gdzie 27 sierpnia przyniósł wraz z porywistym wiatrem obfite opady deszczu, zanim 28 sierpnia stał się huraganem.
Po nastąpieniu gwałtownej intensyfikacji 30 sierpnia Dorian osiągnął kategorię 4. w skali Saffira-Simpsona. 1 września Dorian był już kategorii 5., a prędkość 1-minutowych wiatrów ciągłych wyniosła 295 km/h, czym wyrównany został rekord wszech czasów najsilniejszego atlantyckiego huraganu, jaki dotarł do brzegu – taką samą prędkość wiatru ciągłego osiągnął huragan Labor Day (1935), zanim zaczęto nadawać sztormom nazwy. Minimalne centralne ciśnienie niżu wyniosło 910 hPa, co było 9. wynikiem od 1980 roku wśród huraganów z najniższym ciśnieniem zmierzonym w oku huraganu. 1 września Dorian, przy maksymalnej intensywności, dotarł do brzegu Bahamów uderzając w ławę koralową Elbow Cay, a kilka godzin później nawiedził wyspę Wielka Bahama. Tym samym był to najsilniejszy znany niż tropikalny, jaki uderzył w archipelag Bahamów.

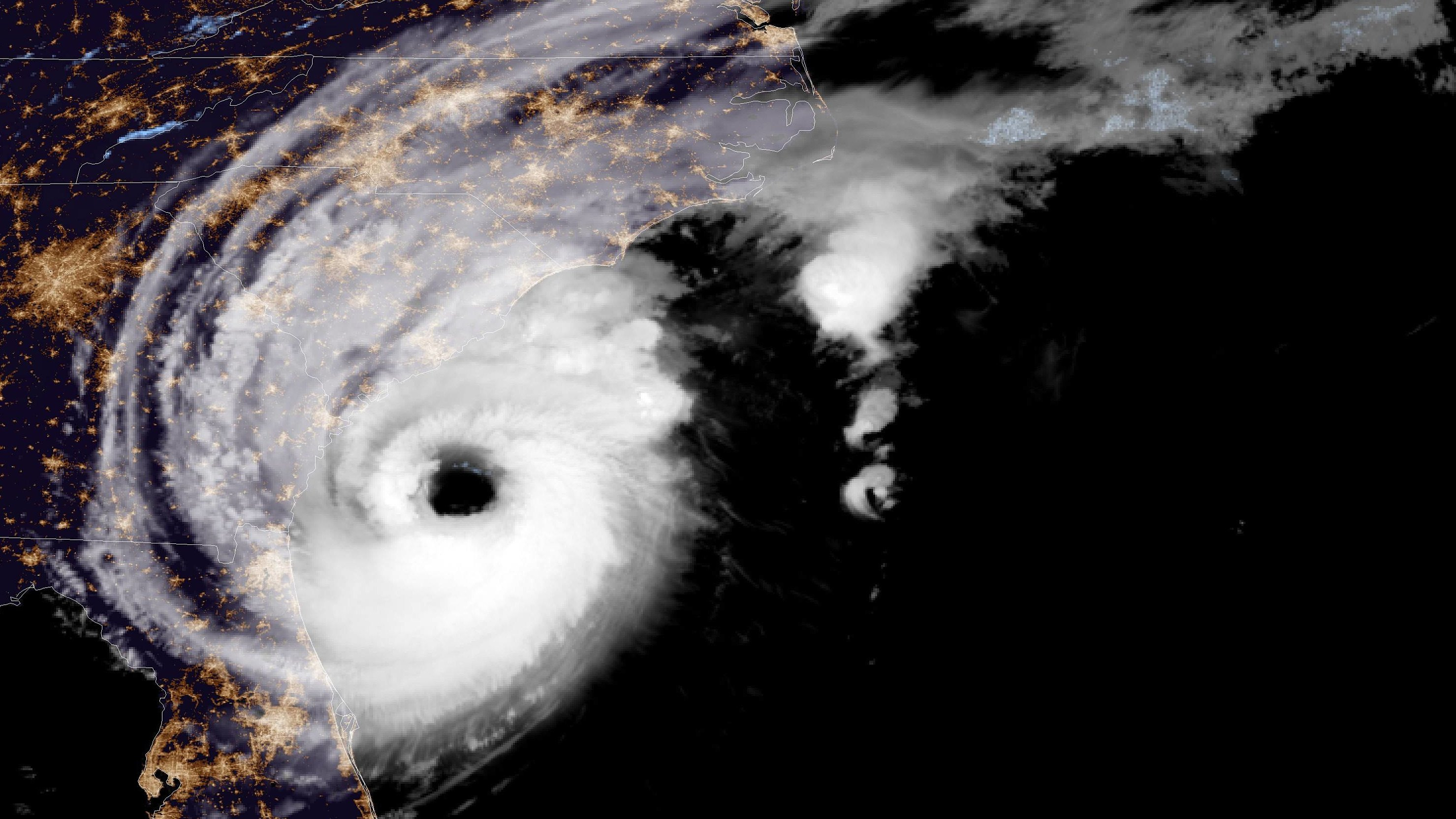
Nocne zdjęcie satelitarne huraganu Dorian przemieszczającego się wzdłuż wybrzeży Georgii i Karoliny Płd. (4 września)

Po dotarciu Doriana do Bahamów prędkość przemieszczenia się niżu spadła, który przez blisko dobę pozostawał właściwie w jednym miejscu, będąc nieznacznie na północ od wyspy Wielka Bahama; 2 września osłabł pas wysokiego ciśnienia, który wcześniej kierował huragan na zachód. 3 września zarówno proces upwellingu zimnej wody, jak i cykl wymiany ściany chmur wokół oka huraganu spowodowały osłabienie Doriana do kategorii 2. W godzinach porannych tego samego dnia Dorian zaczął powolnie się przesuwać w kierunku północnym i północno-zachodnim, równolegle do wschodniego wybrzeża Florydy. 5 września huragan przeniósł się nad cieplejsze wody i zakończył swój cykl wymiany ścian wokół oka, odzyskując kategorię 3. W pierwszych godzinach 6 września Dorian osłabł do kategorii 1., ponieważ wzrosła jego prędkość i skręcił na północny wschód. Tego samego dnia Dorian, będąc huraganem kategorii 1., uderzył w przylądek Hatteras.
7 września sztorm Dorian, jako cyklon post-tropikalny, dotarł do kanadyjskiej prowincji Nowa Szkocja, gdzie przewrócił drzewa oraz spowodował odcięcie zasilania dla ponad 450 000 osób. Tego samego dnia, przy prędkości wiatrów wynoszącej 160 km/h, uderzył w miasto Halifax. Następnie niż przemieścił się na północny wschód w kierunku Nowej Fundlandii; wczesnym popołudniem uderzył w zachodnią część wyspy. W tej części prowincji odnotowano odcięcie zasilania, a przesuwając się wzdłuż wybrzeża na północ sztorm systematycznie słabł. Następnie Dorian opuścił obszar Kanady Atlantyckiej. Ostatni przekaz Amerykańskie National Hurricane Center wydało 9 września.

## Poszkodowani i ofiary

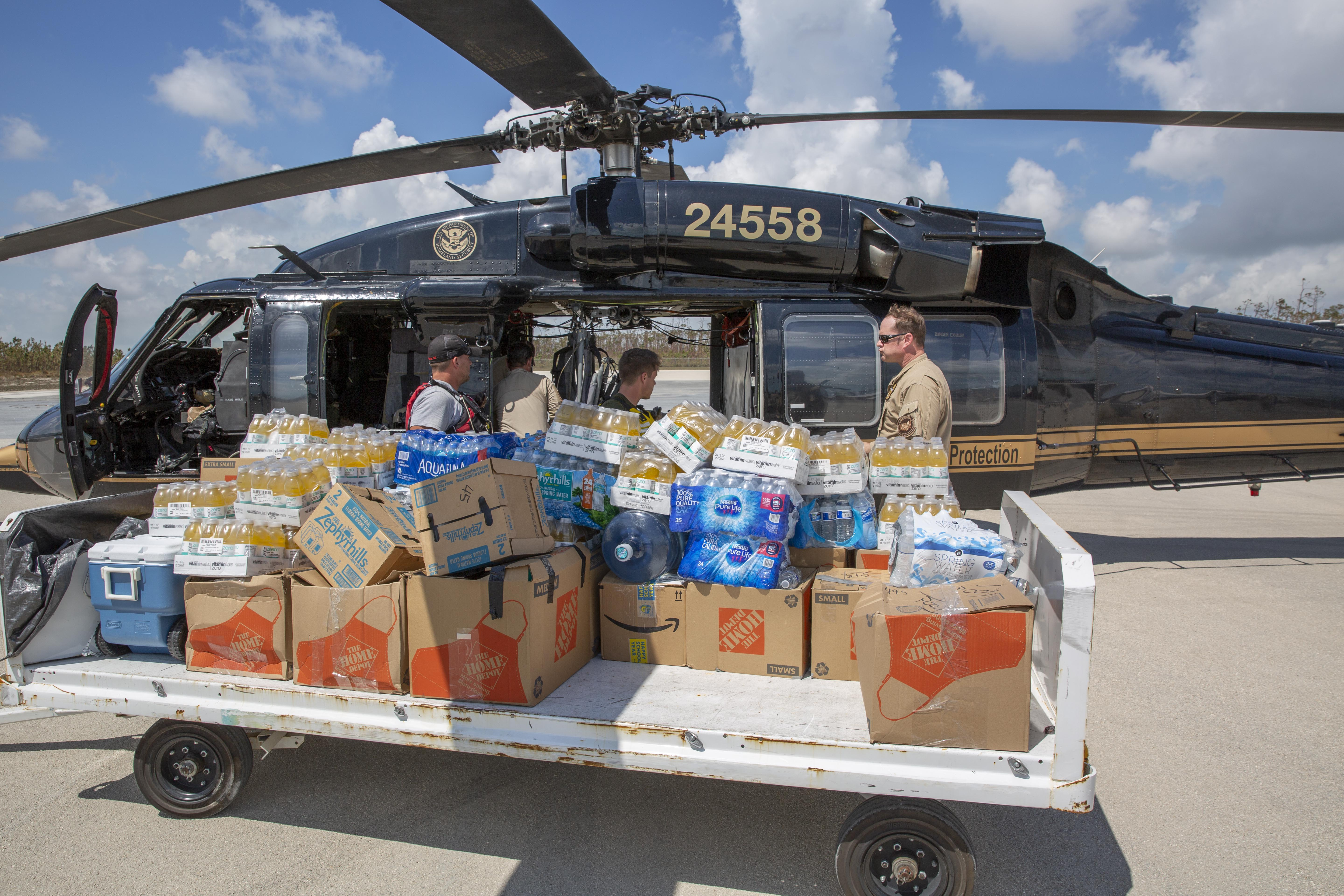
Agenci U.S. Customs and Border Protection dostarczający paczki z pomocą humanitarną dla mieszkańców Bahamów

11 września władze Bahamów poinformowały, że po przejściu huraganu Dorian blisko 2,5 tys. mieszkańców tego państwa zarejestrowanych zostało jako zaginione. Carl Smith, przedstawiciel krajowej agencji zarządzania kryzysowego, zastrzegł, że w tej liczbie mogły być uwzględnione też te osoby, które schroniły się w ośrodkach ewakuacyjnych. Według danych potwierdzonych przez tamtejsze władze liczba ofiar śmiertelnych po przejściu żywiołu wyniosła 70 osób – 64 na wyspie Abaco i 10 na wyspie Wielka Bahama. Huragan spowodował śmierć mieszkańców również w Stanach Zjednoczonych: 6 na Florydzie, 3 w Karolinie Północnej oraz 1 na Portoryko.
Na Bahamach huragan Dorian spowodował zniszczenia, które zostały oszacowane na poziomie 7 mld USD.
| Kraj              | Ofiary śmiertelne |
| ----------------- | ----------------- |
| Bahamy            | 74                |
| Stany Zjednoczone | 9                 |
| Portoryko         | 1                 |
| Razem             | 84                |